# 细叶丛菔
细叶丛菔（学名：Solms-laubachia minor）为十字花科丛菔属下的一个种。其种加词“minor”意为“较小的”。